# Weg

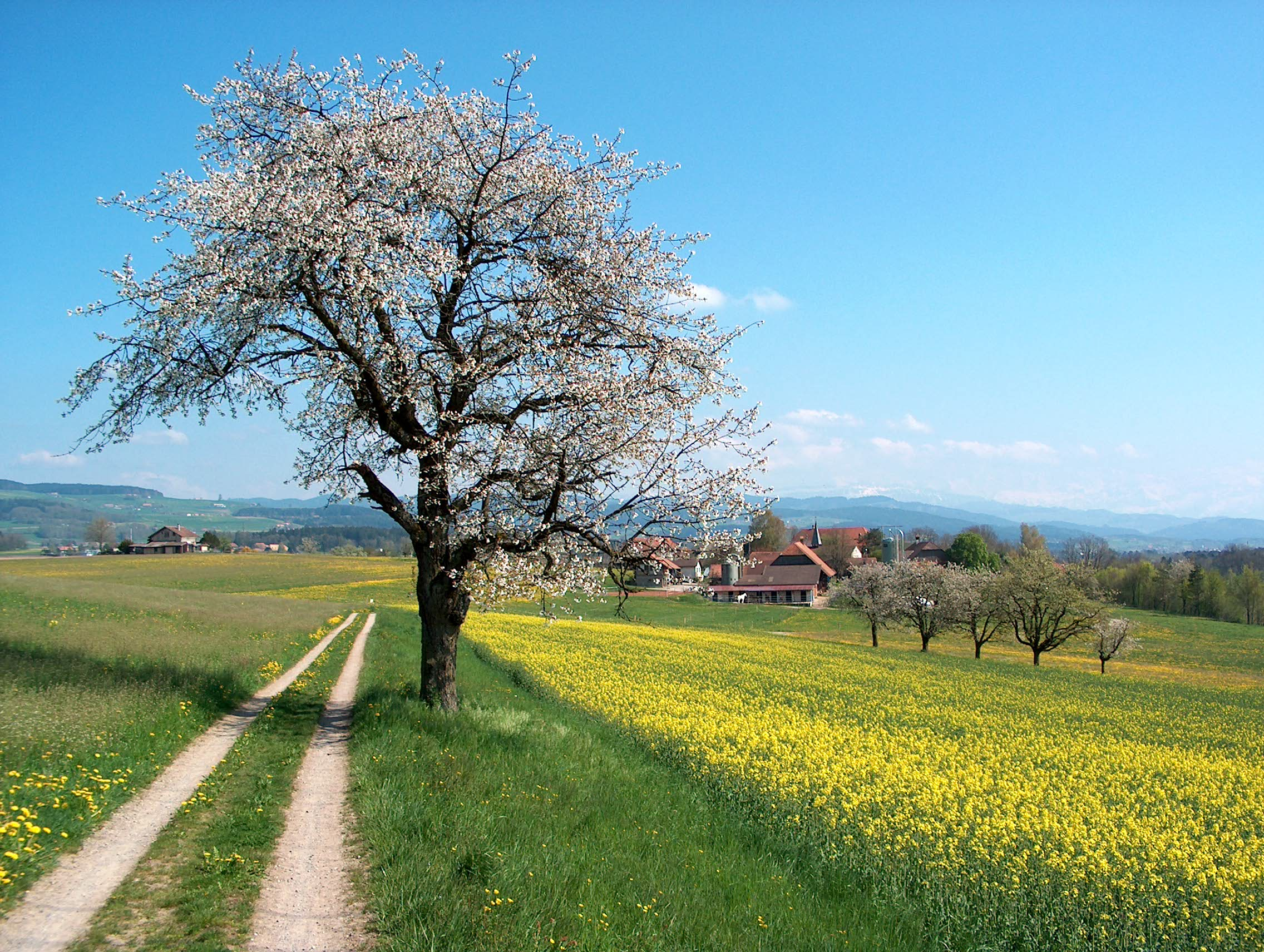
Feldweg mit Mittelbewuchs im Aaretal

Als Weg wird im Allgemeinen eine Verbindung zwischen zwei geografischen Orten bezeichnet, die dazu geeignet ist, dass sich Personen, Tiere, Luft-, Wasser-, oder Landfahrzeuge darauf bewegen. Als Route wird die Wegführung zwischen zwei oder mehr Punkten bezeichnet. Die zurückgelegte Entfernung heißt Wegstrecke. Entlang dieser Strecke müssen der hindernisfreie Raum für die Bewegung der Personen, Tiere oder Fahrzeuge sowie ein geeignetes Medium (Luft, Wasser, fester Untergrund) vorhanden sein.
Ein Weg im engeren Sinne ist eine Verbindung des Landverkehrs zwischen zwei geografischen Orten auf begeh- oder befahrbarem Untergrund, die dazu geeignet ist, dass Personen, Tiere oder (nicht spurgebundene) Landfahrzeuge sich darauf bewegen.
Ein Weg im weiteren Sinne umfasst neben Verbindungen zu Land auch Verbindungen zu Wasser und in der Luft.
Im übertragenen Sinne werden auch Vorhaben und Aktivitäten, die zum Erreichen eines ideellen Ziels dienen, als Weg bezeichnet.

## Etymologie
Das Wort Weg stammt aus dem germanischen vega für „Weg“, später in der gotischen Sprache adaptiert (althochdeutsch wec, „ziehen, fahren“, mittelhochdeutsch wec), danach im Althochdeutschen als wëg oder wëc und im Mittelhochdeutschen als wëc übernommen. Das heutige Wort ist verwandt mit bewegen (und lateinisch via, aus „vea“).

## Landwege
Die von Menschen erbauten Wege ermöglichen die Fortbewegung durch die ursprünglich oft unwegsame Naturlandschaft. Oft musste zunächst hinderliche Vegetation entfernt und Unebenheiten eingeebnet werden. Wasserflächen und Schluchten wurden mittels Stegen oder Brücken passierbar gemacht. Bäche und kleinere Flüsse auch durch Furten. Berge werden durch Tunnel durchquert.
Wege verlaufen im Regelfall auf Grundstücken, die verschiedenen Grundstückseigentümern gehören. Da die Benutzung dieser Wege durch Fremde die Eigentumsrechte der Grundstückseigentümer beeinträchtigen würde, haben bereits die Römer das Wegerecht eingeführt. Später wurden Rechtsnormen für den Straßen- und Wegebau, die Nutzung, Widmung und Benennung öffentlicher und privater Wege eingeführt. Seit der Trennung der Rechtsgebiete gehört das Straßen- und Wegerecht dem Recht der öffentlichen Sachen an, während das Wegerecht im Privatrecht zum Nachbarrecht gehört. Es geht vom Grundsatz aus, dass Wege auf fremden Grundstücken nur durch Einigung mit dem Grundstückseigentümer errichtet und genutzt werden können.

### Geschichte
In der Frühzeit gab es für viel frequentierte Verbindungen zwischen Orten (beispielsweise zwischen dem Wohnort und dem Jagdrevier) zunächst Trampelpfade, die älteste Art des Wegs.
Für Handwagen und von Zugtieren gezogene Karren wurden die Wege verbreitert und erhielten teilweise einen Fahrbahnbelag (→ Altstraße). Im Altertum nutzten die Babylonier um 700 vor Christus in Mesopotamien Pflaster aus gebranntem Ziegeln als Straßenbelag. Die Römer bezeichneten einen mörtelähnlichen Pflasterbelag als emplastrum.
Das römische Recht kannte vier Arten von Straßen (via) und Wegen (iter), und zwar
- die Staats- oder Heeresstraßen (viae consulares vel praetoriae vel militares), deren Grund und Boden im öffentlichen Eigentum stand und die der Verbindung von Orten (quae ad usum omnium pertinent) dienten.
- Die öffentlichen Straßen in den einzelnen Orten oder zwischen denselben (viae vicinales). Sie entsprachen den heutigen Gemeindestraßen.
- Es gab Wege, deren Grund und Boden zwar im Privateigentum stand, welche aber eine Staatsstraße mit mehreren Höfen oder Gebäuden verbanden und über die jedermann gehen konnte. Sie entsprachen den Privatstraßen, auf denen ein öffentlicher Verkehr stattfand.
- Schließlich bestanden die reinen Privatwege (viae privatae).

Diese Aufteilung ist bis heute erhalten geblieben. Ulpian kannte nur drei Kategorien, und zwar die auf öffentlichen Grundstücken verlaufenden Wege (viae publicae) mit den Heeresstraßen (viae militares), die auf Privatgrundstücken verlaufenden Straßen können mit Wegerechten belastet werden sowie die eine Gemeinde durchquerenden oder Gemeinden verbindenden Straßen, die eine „via publica“ oder „via privata“ sein konnten.
In der fränkischen Reichsverfassung herrschte eine vom römischen Staats- und Verwaltungsrecht wesentlich abweichende Auffassung der öffentlichen Gewalt, die auch das Wegewesen beeinflusste. Bei der Gestaltung des Wegerechts im fränkischen Reich war einerseits das Genossenschaftsrecht, andererseits der Königsbann von grundlegender Bedeutung. Der Weg innerhalb der örtlichen Siedlungsgemeinschaft gehörte zur Allmende. Die drei Arten des Königsbanns, der Friedens-, Verordnungs- und Verwaltungsbann, erfassten auch die Straßen und Wege. Kraft des Friedensbanns nahm der König bestimmte Straßen in seinen Sonderschutz (via regiae). Er ist durch seinen Verwaltungsbann Träger der Exekutive.
Im Mittelalter gingen aus dem Eigentum am Weg die Wegezölle (telonium viaticum) und die Maut (passagium) hervor. Es bestand ein Straßenzwang, der die Benutzung bestimmter Straßen gegen die Entrichtung von Abgaben vorschrieb. Das seit dem 16. Jahrhundert bestehende so genannte Wegeregal (ius viae publicae regale) erstreckte sich auf Land- und Heerstraßen und beinhaltete das Recht, zu deren Unterhaltung Wegegelder zu erheben sowie das Geleitrecht; die Zollgerechtigkeit gehörte nicht dazu. Es entstand mit dem Erstarken der königlichen Vormachtstellung und der Reichsgewalt und drängte die bis dahin herrschende Allmende mit gleichberechtigter Wegenutzung durch alle Bürger zurück. So gewährte am 14. Mai 1316 der Kölner Erzbischof Heinrich II. von Virneburg der Stadt Xanten ein Wegzoll-Privileg, das von jedem ungeladenen Karren erhoben wurde. 1372 bewilligte Kaiser Karl IV. einen Wegzoll für Köln. Dieses Wegeregal ging in der frühen Neuzeit auf die Landesherren über.
In Schlesien gab es seit 1789 ein Wegezoll-Reglement. Eines der frühen Gesetze über den Wegebau ist das Chausseebau-Edikt für die Kurmark von 1792. Das Wegerecht im Allgemeinen Preußischen Landrecht (prALR) von 1794 umfasste die staatlichen Rechte zur Verfügung über die Straßen, gegebenenfalls gegen Entschädigung, ihre Nutzung und Unterhaltung und Verkehrsvorschriften (II 15, §§ 1 ff. prALR). Es befasste sich sogar mit besonders aufgeschütteten und stabil gebauten Chausseen oder Dammstraßen (II 15, §§ 17 ff. prALR).

### Arten
Je nachdem, wer Eigentümer der Wege ist, unterscheidet man öffentliche und private Wege.

#### Öffentliche Wege
Öffentliche Wege unterliegen mit dem Straßen- und Wegerecht dem Recht der öffentlichen Sachen. Dadurch sind öffentliche Wege im Rahmen des Gemeingebrauchs für jedermann zugänglich. Straßenbaulastträger (Straßenbau und Straßenunterhaltung) ist die jeweils zuständige Gebietskörperschaft.

#### Private Wege
Das Betreten  privater Wege in der freien Landschaft zum Zwecke der Erholung und auf eigene Gefahr ist in vielen Bundesländern erlaubt. In Nordrhein-Westfalen ist dies zum Beispiel im § 57 des Gesetzes zum Schutz der Natur geregelt. Andere Bundesländer nutzen Gesetze zur Sicherung des Naturhaushaltes und zur Entwicklung der Landschaft. Auch § 59 BNatSchG legt einen ähnlichen Rahmen fest. Die Betretungsbefugnisse gelten zum Beispiel in Nordrhein-Westfalen nicht für Wege im Umfeld von Wohnungen, gewerblichen Anlagen, landwirtschaftlichen Höfen sowie privaten Gärten.
Fremde dürfen diese Privatwege nur im Rahmen von Dienstbarkeiten oder des Notwegrechts nutzen. Die Straßenbaulast privater Wege obliegt ihrem Eigentümer.
Da das Betreten des Waldes laut § 14 BWaldG generell gestattet ist , ist auch hier das Betreten aller Wege, mit oben genannten Ausnahmen, generell gestattet.

### Typisierung von Landwegen

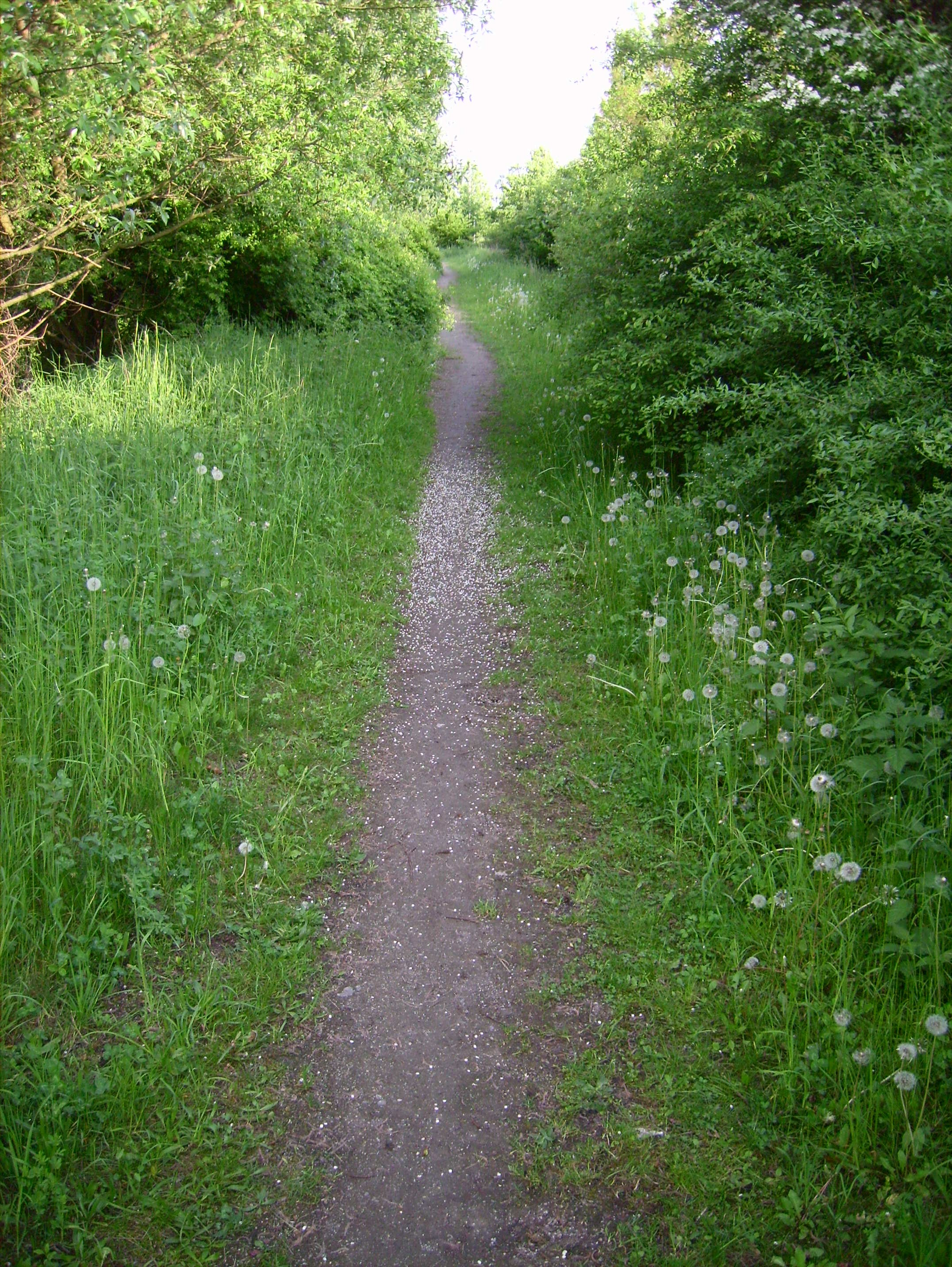
Trampelpfad
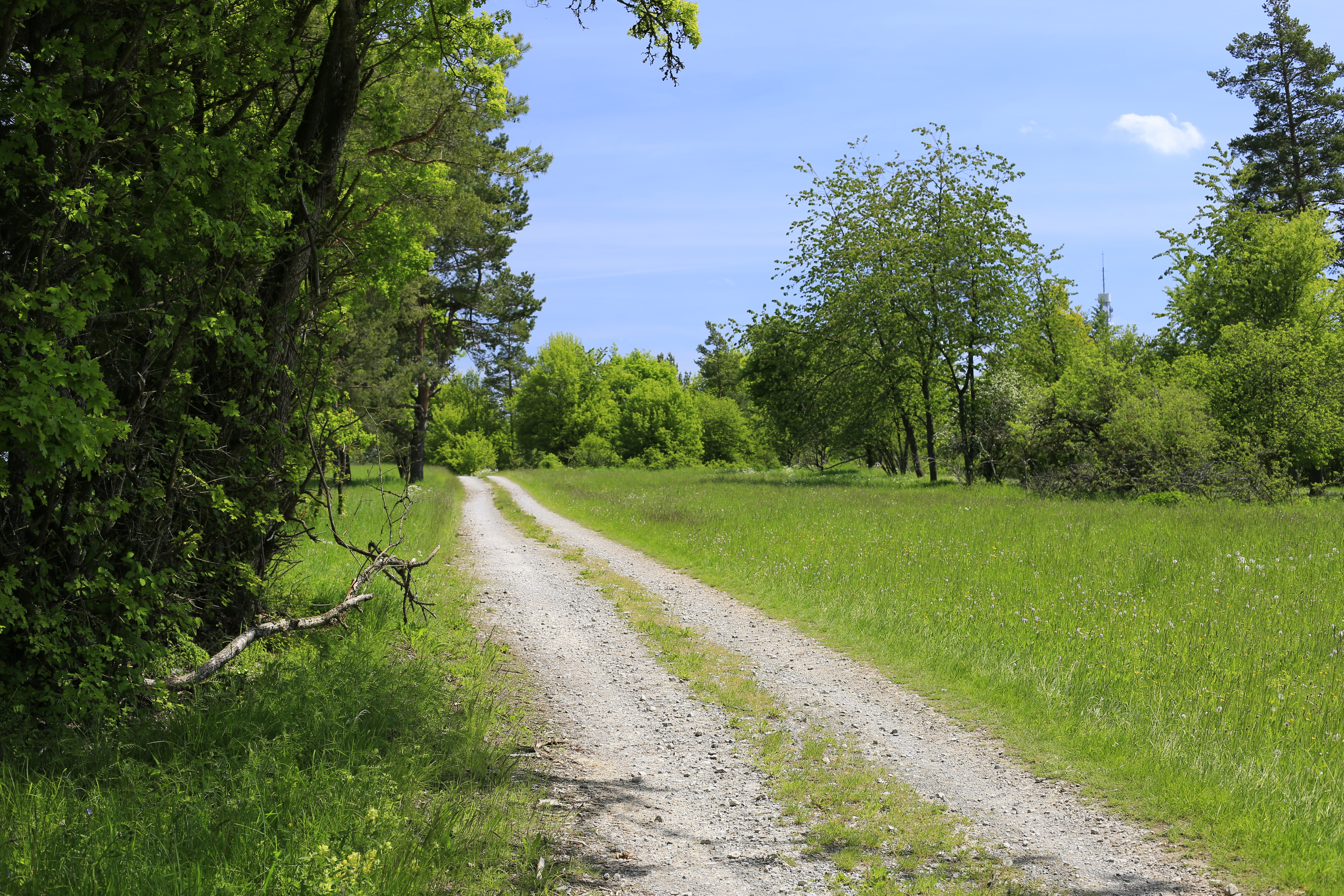
inFeldweg im Naturschutzgebiet Gebersack (Mai 2016)
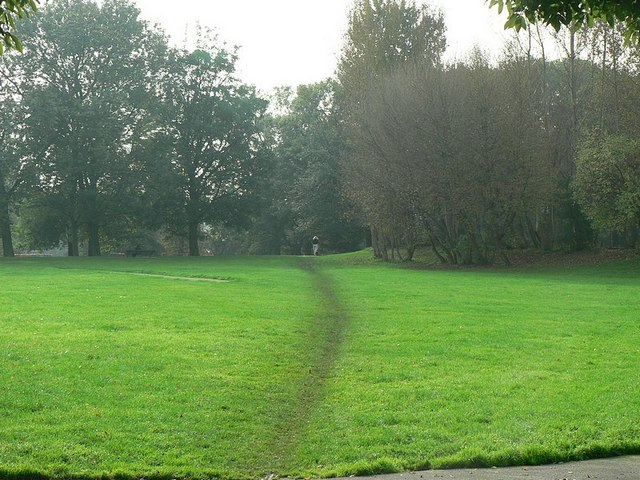
Grasweg
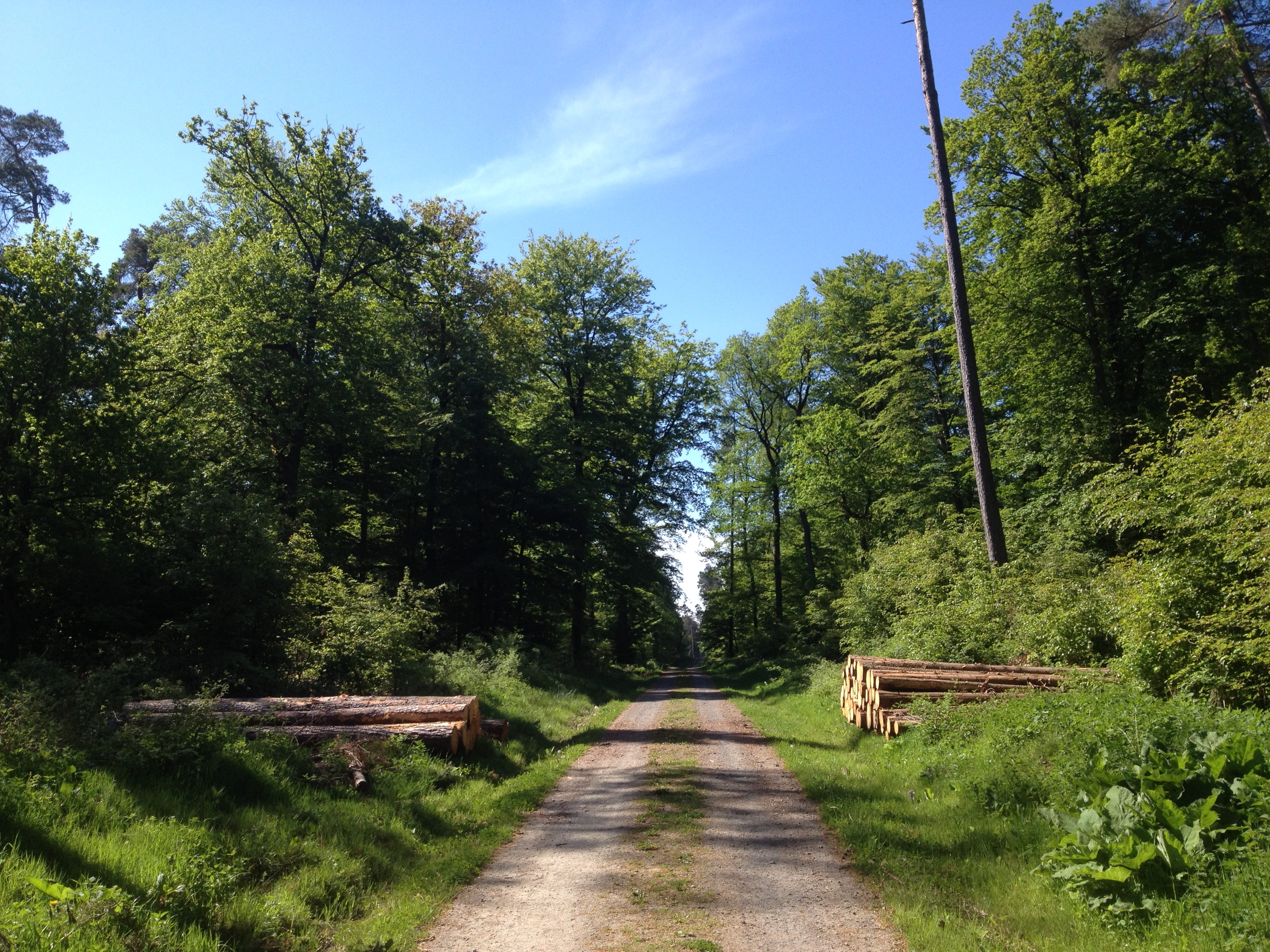
Schotterweg bei Weidelsburg
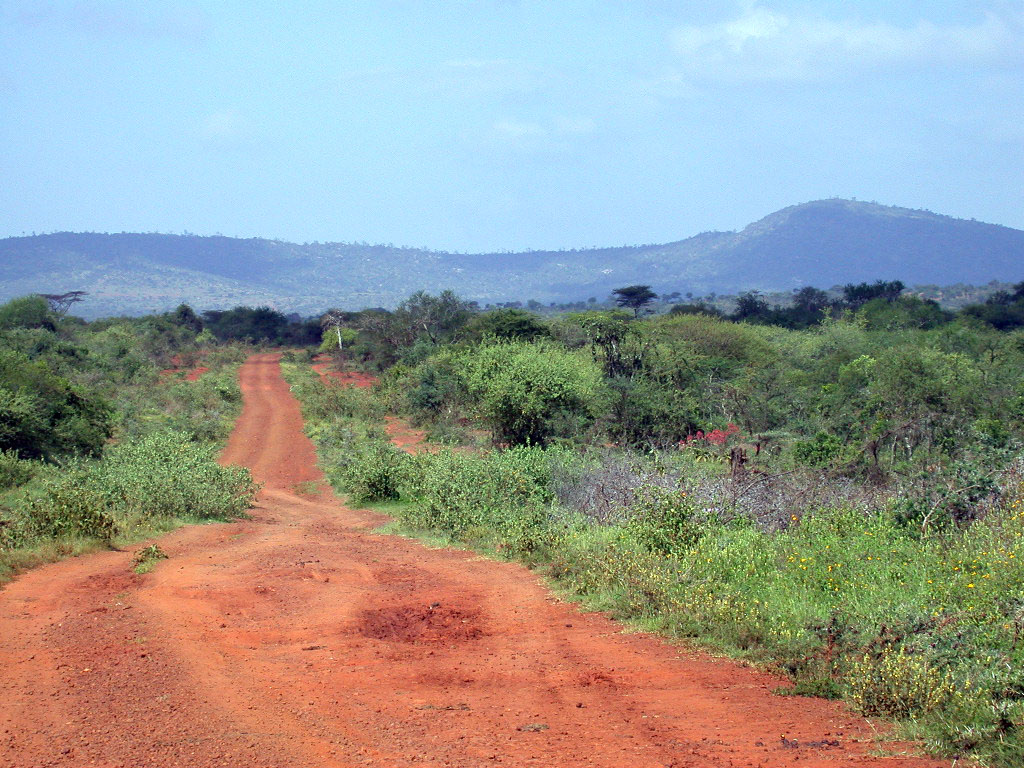
Schotterpiste in Äthiopien
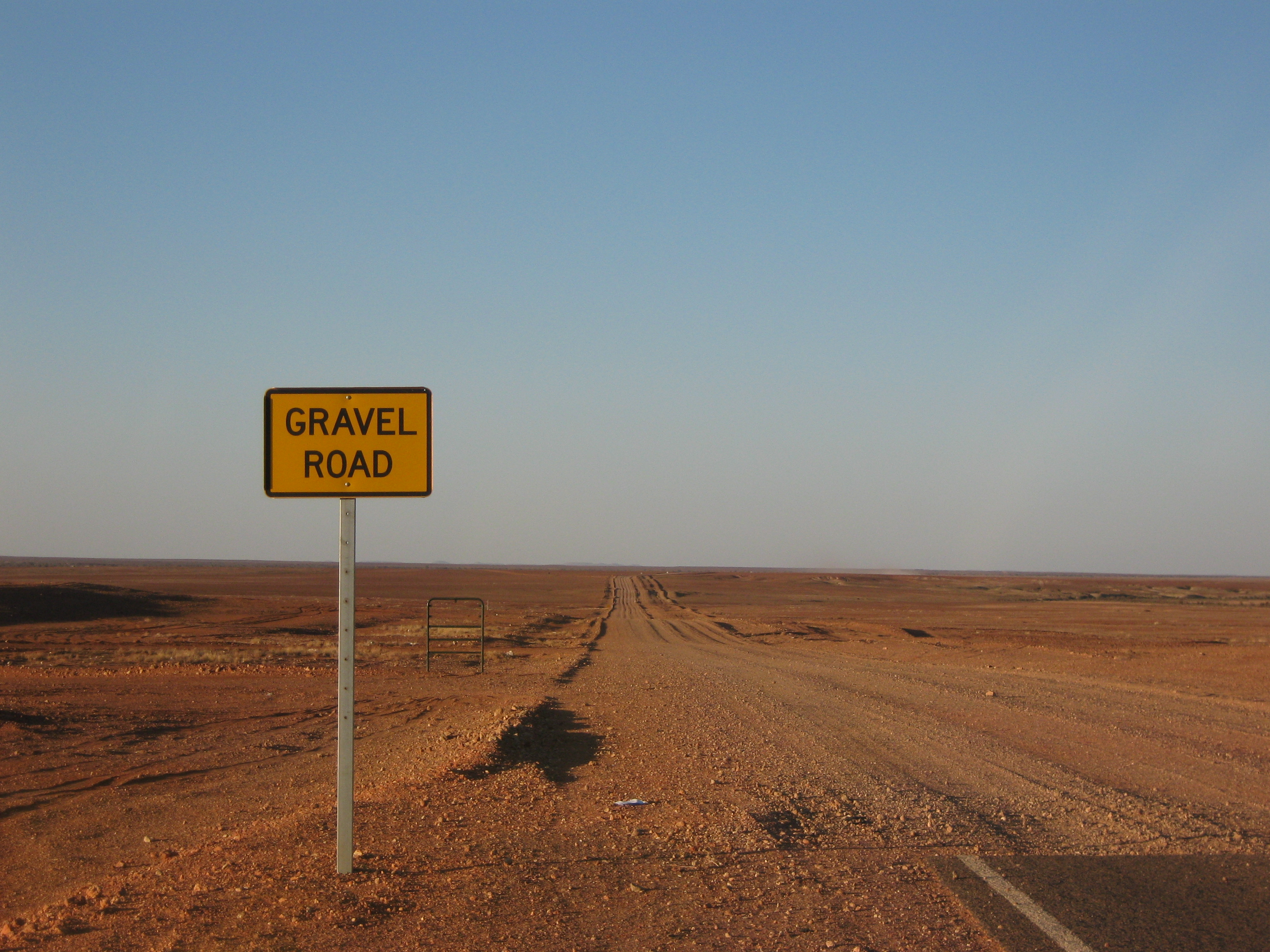
Schotterpiste bei Coober Pedy
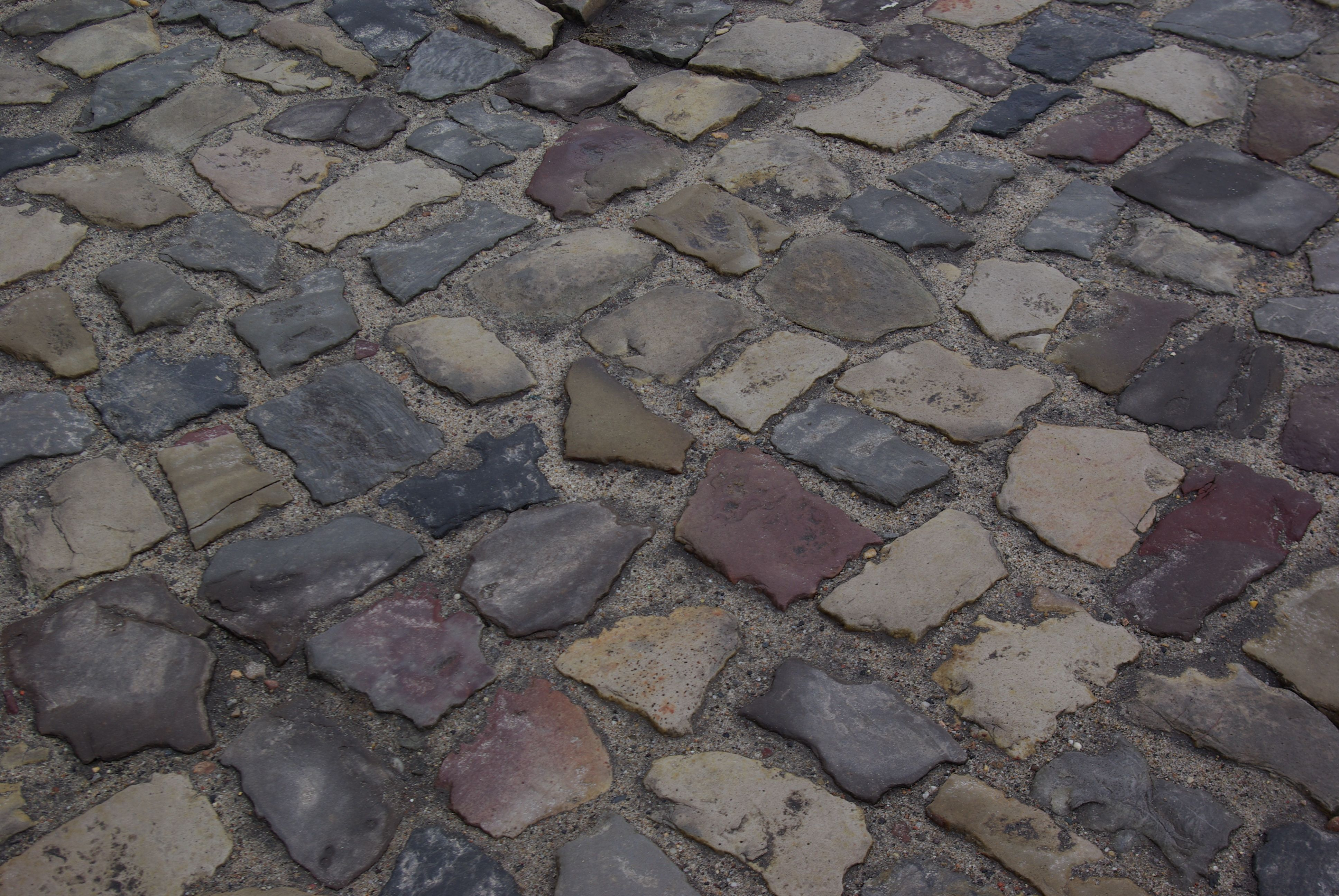
Pflasterweg in Görzke
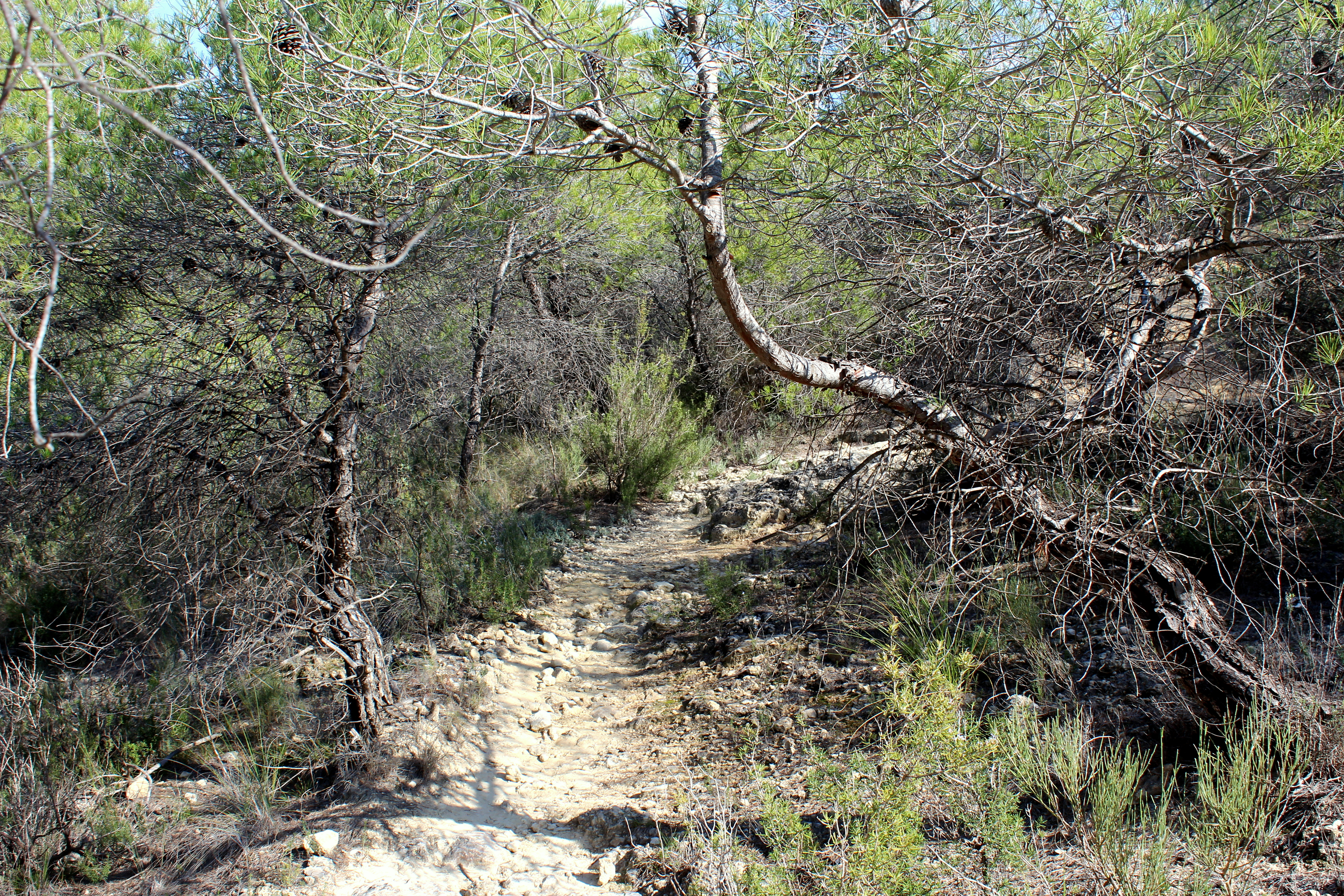
Wanderweg RM69 in der Sierra Espuña (Spanien) (7,5 km nordöstlich von Alhama de Murcia)

Wege lassen sich nach Nutzung oder Erschließung unterscheiden und werden nach regionalen Gepflogenheiten benannt. Häufigste Wegtypen des Landverkehrs sind:

- Fußweg
  - Wanderweg, Fernwanderweg; im Gebirge und Hügelland: Steig
  - Pfad – unbefestigter Fuß- oder Reitweg; im Gebirge und Hügelland: Saumpfad; entlang von Flüssen: Treidelpfad; an nicht dafür vorgesehener Stelle: Trampelpfad
  - Gehweg, Gehsteig, Bürgersteig, französisch Trottoir – in Deutschland rechtlich einer Verkehrsfläche zugehörig
- Reitweg
- Fahrweg – ein Landverkehrsweg
  - Straße
  - Gasse – schmale Straße oder straßenartiger Weg
  - Fahrweg
  - Fahrradweg (Radweg, Veloweg)

Der Begriff des Weges kann weitergefasst und nach speziellen Merkmalen unterschieden und typisiert werden.
Ausbaugrad und teilweise nach historischen Beziehungen
- Naturweg (unbefestigter Verkehrsträger, selten wassergebunden)
- Verkehrsbauwerk (befestigter Verkehrsträger)
- Landstraße (jegliche Straße über Land)
- Chaussee, Hochweg
- Qualitätsweg[17]

Funktion, teilweise historische Begriffe
- Behelfsweg, Bauweg, Hilfsweg
- Fluchtweg
- Rettungsweg
- Forstweg, Jagdweg
- Rückeweg (auch Holzweg)
- Feld- und Wirtschaftsweg
- Verkehrsweg, Handelsweg, Transportweg, Salzweg
- Postweg
- Weide- und Triftweg, Triebweg, Treidelweg
- Lein-, Treidelpfad, Treppelweg an Fließgewässern
- Saumpfad, überwiegend im Gebirge
- Kolonnenweg
- Heerstraße
- Rennweg (Renniweg), Rennsteig (Weitwanderweg in Thüringen und Bayern)
- Römerstraße
- Communicationsweg
- Winterweg

Lage
- Allee, Heideweg, Jochweg, Waldweg, Weideweg, Wiesenweg
- Bergweg, Hangweg, Höhenweg (Kammweg), Talweg, Hohlweg
- Burgweg, Dorfweg, Gartenweg, Mühlenweg, Teichweg, Torweg, Schlösserweg
- Dammweg, Deichweg, Strandweg, Uferweg, Flusspfad, Leinpfad
- Grubenweg, Schachtweg, Stollen
- Grenzweg
- Panoramaweg

Bodenbelag, Beschaffenheit
- Plattenweg
- Bohlenweg (Plankenweg)
- Pflasterweg, Steinweg
- Sandweg
- Schotterweg

Erbauer
- Polenweg

Trägermedium
- Wasserweg, Seeweg (Teil von Schifffahrts- und Wasserwanderrouten)
- Luftweg (Teil von Flugrouten)
- Schienenweg (Teil von Bahnlinien)
- Straße (landgebundenes Verkehrsbauwerk)

Nutzergruppe, Nutzungsart
- Schulweg
- Pilgerweg
- Kletterweg
- Promenadenweg, Spazierweg, Wanderweg
- Zugweg (Umzugsroute)
- Fischweg
- Überweg (auch Übergangsweg, Deutschland)

Nutzungshäufigkeit
- Hauptweg
- Nebenweg
- Schleichweg

Lagebeziehung
Diese Begriffe finden in übertragenen Zusammenhängen Anwendung wie in der Übertragungstechnik oder bei Entscheidungen. Bezüglich physischer Verkehrswege werden sie außer zum Zwecke der Differenzierung auch direkt zur Benennung herangezogen.
- Außenweg, Innenweg, Durchfahrtsweg
- Längsweg, Querweg
- Parallelweg, Mittelweg, Seitenweg
- Randweg, Ringweg, Rundweg
- Verbindungsweg, Verknüpfungsweg
- Umweg (verlängernder Weg, der nicht als Teil einer optimalen Route angesehen wird)
- Scheideweg (Stelle der Weggabelung)

## Benennung
Wegnamen gehören als geografische Namen zu Straßennamen und werden in der Regel analog zu Straßen benannt. Historisch sind diverse Straßen aus Wegen entstanden und haben dann ihren Namen geändert. Es existieren auch Ausnahmen, wo der Wegname im Übergang von Weg zu Straße beibehalten wurde, wie z. B. der Bleicherweg in der Stadt Zürich.
Bei der Parzellierung von Waldgebieten werden Forstwirtschaftswege entweder nummeriert oder buchstabiert, wie dies für A-Weg, B-Weg und die folgenden in der Dahlener und Dübener Heide gilt. Da dieses Schema nicht der einfachen Orientierung für Wanderer oder Touristen dient, existieren manchenorts durch regionale Organisationen vergebene Zweitnamen. Durch rückliegende Rodungen kann die Benennungsfolge in Forstflächen unterbrochen und lediglich durch Blick in historische Karten nachvollziehbar sein. Einbuchstabige Dorfwege und -straßen finden sich unter anderem in Elstertrebnitz.

## Abgrenzungen
Wege grenzen sich von Straßen durch den Ausbauzustand ab. Während der Straßenbelag von Straßen heute meist aus Asphalt oder Beton besteht, weisen Wege als Belag Pflaster, Schotter, Sand oder Lehm auf. Straßen sind deshalb eher für Verkehrsmittel gebaut, Wege für den Fußverkehr (Gehweg, Fußweg, Wirtschaftsweg). Verkehrswege sind als Rechtsbegriff ein Oberbegriff für den Fußgänger- oder Fahrzeugverkehr (personengesteuert oder automatisiert) oder die Kombination aus beiden für bestimmte Bereiche auf dem Gelände. Hierunter fallen insbesondere Autobahnen, Bundes-, Landes- und Gemeindestraßen und Eisenbahnen. Verkehrswege dienen dazu, um auf ihnen den Transport von Gütern, Lebewesen (und Nachrichten) durch geeignete Verkehrsmittel zu bewirken.
Das Wort Weg wird im übertragenen Sinn verwendet, wenn Verkehrswege nicht unmittelbar erkennbar sind, sondern nur während der Nutzung durch Mensch oder Tier (siehe Abschnitt zum Trägermedium). Für Wegbeschreibungen und -abfolgen empfiehlt sich hingegen der Begriff Route.